# Jericho Sims
Jericho Eduard Sims (Minnesota, 20 de outubro de 1998) é um jogador norte-americano de basquete profissional que atualmente joga no Milwaukee Bucks da National Basketball Association (NBA).
Ele jogou basquete universitário pela Universidade do Texas em Austin e foi selecionado pelo New York Knicks como a 58º escolha geral do draft da NBA de 2021.

## Carreira no ensino médio
Sims frequentou a Cristo Rey Jesuit High School em Minneapolis. Em sua terceira temporada, ele teve médias de 21,8 pontos, 11,2 rebotes e 3,7 assistências. Em seu último ano, ele teve médias de 25 pontos e 10 rebotes. Sims saiu como o maior artilheiro de todos os tempos da escola com 2.005 pontos. 
Um recruta de quatro estrelas, ele se comprometeu a jogar basquete universitário na Universidade do Texas em Austin.

## Carreira universitária
Como um calouro em Texas, Sims teve médias de cinco pontos e 3,9 rebotes. Ele assumiu um papel mais importante no final da temporada após uma lesão de Mohamed Bamba. Em seu segundo ano, ele teve médias de 4,2 pontos e 3,6 rebotes, perdendo tempo de jogo devido a uma lesão no tornozelo.
A terceira temporada de Sims foi interrompida por uma fratura por estresse nas costas contra Baylor em 10 de fevereiro de 2020. Nesse ano, ele teve médias de 9,7 pontos, 8,2 rebotes e 1,2 bloqueios, sendo selecionado como menção honrosa na equipe ideal da Big 12. Em 13 de março de 2021, Sims registrou 21 pontos e 14 rebotes em uma vitória de 91-86 sobre Oklahoma State na final do Torneio da Big 12.
Em sua última temporada, ele teve médias de 9,2 pontos, 7,2 rebotes e 1,1 bloqueios e foi novamente selecionado como menção honrosa na equipe ideal da Big 12. Após a temporada, ele se declarou para o draft da NBA de 2021, mantendo sua elegibilidade universitária. Mais tarde, ele assinou com a Klutch Sports, renunciando a sua elegibilidade restante.

## Carreira profissional

### New York Knicks (2021–2025)
Sims foi selecionado pelo New York Knicks como a 58º escolha geral do draft da NBA de 2021. Em 8 de agosto de 2021, ele assinou um contrato de duas vias com os Knicks e com o seu afiliado na G-League, o Westchester Knicks.Em 9 de julho de 2022, Sims assinou um contrato de 3 anos e US$5.6 milhões com os Knicks.
Em fevereiro de 2023, Sims foi selecionado para substituir o novato do Portland Trail Blazers, Shaedon Sharpe, no Slam Dunk Contest do All-Star Game da NBA de 2023. No entanto, Sims não passou da primeira rodada.

### Milwaukee Bucks (2025–Presente)
Em 6 de fevereiro de 2025, Sims foi negociado para o Milwaukee Bucks como parte de uma troca envolvendo múltiplas equipes.

## Estatísticas da carreira

### NBA

#### Temporada regular
| Ano      | Equipe   | PJ  | PT | MPJ  | AP   | 3P   | LL   | RT  | AS | BR | TO | PPJ |
| -------- | -------- | --- | -- | ---- | ---- | ---- | ---- | --- | -- | -- | -- | --- |
| 2021–22  | New York | 41  | 5  | 13.5 | .722 | –    | .414 | 4.1 | .5 | .3 | .5 | 2.2 |
| 2022–23  | New York | 52  | 16 | 15.6 | .776 | .000 | .750 | 4.7 | .5 | .3 | .5 | 3.4 |
| 2023–24  | New York | 45  | 11 | 13.0 | .691 | —    | .667 | 3.3 | .6 | .2 | .4 | 2.0 |
| Carreira | Carreira | 138 | 32 | 14.0 | .729 | .000 | .610 | 4.0 | .5 | .2 | .4 | 2.5 |

#### Playoffs
| Ano  | Equipe   | PJ | PT | MPJ | AP    | 3P | LL   | RT  | AS | BR | TO | PPJ |
| ---- | -------- | -- | -- | --- | ----- | -- | ---- | --- | -- | -- | -- | --- |
| 2024 | New York | 5  | 0  | 5.5 | 1.000 | —  | .750 | 1.6 | .2 | .4 | .2 | 1.4 |

### Universitário
| Ano      | Equipe   | PJ  | PT | MPJ  | AP   | 3P   | LL   | RT  | AS | BR | TO  | PPJ |
| -------- | -------- | --- | -- | ---- | ---- | ---- | ---- | --- | -- | -- | --- | --- |
| 2017–18  | Texas    | 34  | 11 | 18.5 | .607 | .000 | .426 | 3.9 | .2 | .3 | .5  | 5.0 |
| 2018–19  | Texas    | 35  | 16 | 14.9 | .569 | –    | .600 | 3.6 | .2 | .2 | .5  | 4.2 |
| 2019–20  | Texas    | 24  | 24 | 27.3 | .658 | –    | .592 | 8.2 | .8 | .4 | 1.2 | 9.7 |
| 2020–21  | Texas    | 26  | 26 | 24.5 | .696 | –    | .520 | 7.2 | .7 | .7 | 1.1 | 9.2 |
| Carreira | Carreira | 119 | 77 | 21.3 | .631 | .000 | .534 | 5.7 | .4 | .4 | .8  | 7.0 |

Fonte:

## Vida pessoal
O pai de Sims, Charles, jogou basquete universitário em Minnesota antes de se tornar dentista. Dois de seus irmãos também jogaram basquete na Divisão I da NCAA: Ty em Kansas State e Jason em Northern Iowa. Seu outro irmão, Dominique, jogou futebol americano universitário por Minnesota.